# Teira
Teira is een geslacht van hagedissen uit de familie echte hagedissen (Lacertidae). 
De wetenschappelijke naam van de groep werd voor het eerst voorgesteld door John Edward Gray in 1838.  
De groep is tegenwoordig monotypisch; er is nog maar één soort die tot het geslacht wordt gerekend; de madeirahagedis (Teira dugesii). Vroeger telde het geslacht drie soorten, waaronder de brilhagedis (tegenwoordig Scelarcis perspicillata). Hierdoor is de literatuur niet altijd eenduidig.

## Soorten
Geslacht Teira
- Soort Madeirahagedis (Teira dugesii)